# Verein für Bewegungsspiele Lübeck von 1919
Il Verein für Bewegungsspiele Lübeck von 1919 e.V. è una società polisportiva tedesca con sede nella città di Lubecca, Schleswig-Holstein. La sezione calcistica della polisportiva milita in Regionalliga, il quarto livello del calcio tedesco.
Oltre alla sezione calcistica, la più nota, la polisportiva comprende anche quelle di badminton, di ginnastica artistica, di pallamano e di tennis tavolo.

## Storia

### Dalla fondazione alla Seconda guerra mondiale
La squadra trae le sue origini da due società di calcio nate dopo la prima guerra mondiale, il Ballsportverein Vorwärts Lübeck fondato il 1º aprile 1919 e il Sportvereinigung Polizei Lübeck costituito nel 1921.
L'SV Polizei Lübeck, la compagine della polizia locale, si fuse nel 1931 con il Verein für Rasensport Lübeck, che era il frutto dell'unione avvenuta nel 1923 tra Fußball Club Alemannia 1905 Lübeck e Lübecker Fußball Club Germania 1913. Prima di quest'avvenimento l'SVP riuscì a raggiungere in qualche occasione i play-off del girone Nord, mentre il VfR guadagnò quel traguardo solo una volta, nel 1924.
Il BSV Vorwärts Lübeck poté giocare fino a quando, nel 1933, non fu sciolta dalle autorità Naziste in quanto società formata da lavoratori. I soci del Vorwärts si aggregarono con il SVP che, grazie agli opportuni innesti, riuscì a farsi ammettere in Gauliga Nordmark, una delle sedici massime divisioni create nel 1933 dal Terzo Reich.
Nel 1935 la squadra cambiò nome in Polizei Sportverein Lübeck e continuò a giocare in Gauliga Nordmark fino al 1942, conseguendo come miglior risultato un terzo posto nel 1938. Il PSV partecipò alle edizioni della Tschammerpokal (antenata della Coppa di Germania) del 1936, 1937, 1938. Nel 1942 il club assunse la denominazione di Sportgemeinschaft der Ordnungspolizei e fu relegata a giocare in Gauliga Schleswig-Holstein, uno dei tre gironi nati dalla scissione della Gauliga Nordmark, causata dai problemi delle infrastrutture da parte dei bombardamenti Alleati.

### Dal dopoguerra fino ai giorni nostri
Dopo la fine della seconda guerra mondiale, le autorità alleate sciolsero tutte le associazioni, comprese quelle sportive. Nel 1945 i membri del SG OrPo e del BSV Vorwärts crearono una società, il Verein für Bewegungsspiele Lübeck. Il nuovo club iniziò a giocare in prima serie, la Berzirksmeisterschaft Schleswig-Holstein, per poi trasferirsi nel 1947 nell'appena costituita Oberliga Nord (I). Nei successivi quindici anni la squadra giocò tra la Amateurliga Schlewig-Holstein (II) e la Oberliga Nord.
Con la creazione della Bundesliga nel 1963, il Lubecca fu inserito in Regionalliga Nord (II), dove conseguì risultati da media classifica. Un secondo posto nel 1969 permise alla compagine di avanzare nel girone per la promozione in Bundesliga, che però finì all'ultimo posto con un solo punto guadagnato in otto partite.
Dal 1974 al 1995, il Lubecca giocò in Landesliga Schleswig-Holstein (IV) e in Amateur-Oberliga (III), mentre dal 1995 al 1997 e dal 2002 al 2004 la squadra militò in Zweite Bundesliga. Dal 2004 squadra milita in Regionalliga (III).
Nel 2004, il club raggiunse le semifinali di Coppa di Germania, ma fu sconfitto dal Werder Brema.

## Palmarès

### Competizioni nazionali
- Fußball-Regionalliga: 4

1994-1995, 2001-2002, 2019-2020, 2022-2023

### Altri piazzamenti
- Coppa di Germania:

Semifinalista: 2003-2004

## Rosa 2021-2022
Aggiornata all'8 ottobre 2021.
| N. |                        | Ruolo | Calciatore        |
| -- | ---------------------- | ----- | ----------------- |
| 1  | Germania (bandiera)    | P     | Benjamin Gommert  |
| 2  | Germania (bandiera)    | D     | Tim Weißmann      |
| 3  | Germania (bandiera)    | D     | Sebastian Hertner |
| 4  | Germania (bandiera)    | D     | Moody Chana       |
| 5  | Kosovo (bandiera)      | C     | Dren Feka         |
| 6  | Albania (bandiera)     | A     | Elsamed Ramaj     |
| 7  | Germania (bandiera)    | C     | Morten Rüdiger    |
| 8  | Germania (bandiera)    | C     | Sven Mende        |
| 9  | Germania (bandiera)    | A     | Martin Röser      |
| 10 | Germania (bandiera)    | C     | Yannick Deichmann |
| 11 | Germania (bandiera)    | A     | Nicolas Hebisch   |
| 13 | Germania (bandiera)    | C     | Marvin Thiel      |
| 15 | Germania (bandiera)    | C     | Ersin Zehir       |
| 16 | Stati Uniti (bandiera) | D     | Ryan Malone       |

| N. |                     | Ruolo | Calciatore          |
| -- | ------------------- | ----- | ------------------- |
| 17 | Germania (bandiera) | D     | Tommy Grupe         |
| 18 | Germania (bandiera) | C     | Thorben Deters      |
| 19 | Germania (bandiera) | A     | Jamie Shalom        |
| 20 | Austria (bandiera)  | C     | Osarenren Okungbowa |
| 21 | Germania (bandiera) | A     | Tim Kircher         |
| 22 | Germania (bandiera) | C     | Pascal Steinwender  |
| 23 | Germania (bandiera) | P     | Michael Luyambula   |
| 27 | Germania (bandiera) | D     | Nico Rieble         |
| 31 | Germania (bandiera) | C     | Mirko Boland        |
| 32 | Germania (bandiera) | P     | Sjard Strauß        |
| 34 | Germania (bandiera) | A     | Patrick Hobsch      |
| 37 | Germania (bandiera) | C     | Minou Tsimba-Eggers |
| 39 | Germania (bandiera) | D     | Florian Riedel      |

### Partecipazione ai campionati
| Livello | Categoria                                 | Partecipazioni | Debutto       | Ultima stagione | Totale |
| ------- | ----------------------------------------- | -------------- | ------------- | --------------- | ------ |
| 1º      | Bezirksmeisterschaft, Landesmeisterschaft | 2              | 1945-1946     | 1946-1947       | 11     |
| 1º      | Oberliga                                  | 9              | 1947-1948     | 1962-1963       | 11     |
| 2º      | Landesliga                                | 2              | 1950-1951     | 1951-1952       | 22     |
| 2º      | Amateurliga                               | 5              | 1954-1955     | 1961-1962       | 22     |
| 2º      | Regionalliga                              | 11             | 1963-1964     | 1973-1974       | 22     |
| 2º      | 2. Bundesliga                             | 4              | 2. Bundesliga | 2. Bundesliga   | 22     |
| 3º      | Oberliga                                  | 7              | 1977-1978     | 1993-1994       | 19     |
| 3º      | Regionalliga                              | 10             | 1994-1995     | 2007-2008       | 19     |
| 3º      | 3. Liga                                   | 2              | 2020-2021     | 2023-2024       | 19     |
| 4º      | Landesliga                                | 3              | 1974-1975     | 1976-1977       | 26     |
| 4º      | Verbandsliga                              | 10             | 1983-1984     | 1992-1993       | 26     |
| 4º      | Regionalliga                              | 13             | 2008-2009     | 2022-2023       | 26     |
| 5º      | Schleswig-Holstein-Liga                   | 1              | 2013-2014     | 2013-2014       | 1      |